# Johannes Weidemann
Johannes Weidemann (* 15. August 1897 in Pförten; † 21. August 1954 in Hamm) war ein deutscher Jurist, Politiker (NSDAP) und SS-Führer. Von 1933 bis 1945 war er Oberbürgermeister der Stadt Halle (Saale).

## Leben
Als Sohn eines Oberpostkassenrendanten besuchte Weidemann in Kassel die Schule und nahm nach dem Abitur von 1915 bis 1919 am Ersten Weltkrieg teil. Im Rang eines Unteroffiziers wurde er aus der Armee entlassen, während des Krieges war er auch mit dem Eisernen Kreuz II. Klasse ausgezeichnet worden. Danach studierte er Rechts- und Staatswissenschaften, Philosophie und Kunstgeschichte an der Universität Marburg und anschließend in Berlin.
1922 erfolgte seine Promotion zum Doktor der Staatswissenschaften, ein Jahr später legte er die erste juristische Staatsprüfung ab und wurde zum Dr. jur. promoviert. Das zweite juristische Staatsexamen bestand er 1926 in Berlin und war anschließend Gerichtsassessor. Danach war er als Rechtsanwalt in Kassel tätig.
Weidemann trat am 1. August 1931 in die NSDAP (Mitgliedsnummer 593.845) ein. 1931 wurde er Gauorganisationsleiter in Kassel, leitete die Rechtsabteilung und die Abteilung für Rasse und Kultur im Gau Hessen-Nassau und war Gauführer beim Nationalsozialistischen Rechtswahrerbund.
Am 1. April 1933 erfolgte die Ernennung Weidemanns zum Oberbürgermeister der Stadt Halle als Nachfolger des „aus Altersgründen“ entpflichteten Richard Robert Rives, diese Funktion übte Weidemann bis zu seiner Entlassung 1945 aus. 1936 ließ Weidemann die im Auftrag von Rive von Charles Crodel gemalten Fresken im Standesamt Halle-Süd zum Zeichen seiner von Paul Schultze-Naumburg geprägten Vorstellungen von Rasse und Kultur beseitigen und wurde stellvertretender Vorsitzender des Deutschen Gemeindetages. Zudem saß er dem Ausschuss für Kommunalrecht der Akademie für Deutsches Recht vor. Er war zudem stellvertretender Leiter des Hauptamtes für Kommunalpolitik in der Reichsleitung der NSDAP.
Weidemann war an der Herausgabe eines Kommentars zur Deutschen Gemeindeordnung beteiligt und alleiniger Herausgeber der „Schriften zur deutschen Gemeindepolitik“. 1937 erfolgte seine Berufung als Honorarprofessor an die Universität Halle-Wittenberg. Nachdem er bereits förderndes Mitglied der SS war, wurde er 1937 regulär als Obersturmbannführer in die SS aufgenommen (SS-Nummer 288.688). In der SS erreichte er 1941 den Rang eines Standartenführers.
Nach Ende des Zweiten Weltkrieges wurde Weidemann festgenommen und später von seiner Professur seitens der Universität Halle entbunden. In einem Spruchkammerverfahren wurde Weidemann 1948 in Bielefeld durch eine Verurteilung entnazifiziert.
In Bad Berleburg war er nach Kriegsende als Rechtsanwalt tätig.